# Semiconductor Industry Association

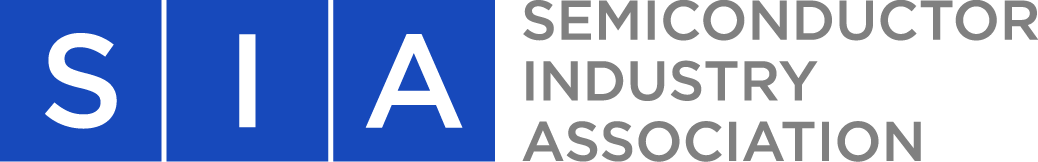
Logo

Die Semiconductor Industry Association (SIA) ist ein amerikanischer Industrie- und Interessenverein, der für die amerikanische Halbleiter- und Elektronikindustrie spricht und arbeitet. Der Verein wurde 1977 gegründet und firmiert mit Hauptsitz (ab 2010) in Washington, D.C.

## Ziele
Laut eigenen Angaben setzt sich SIA für „eine Politik ein, die das Wachstum der Branche fördert“ und „Halbleiterunternehmen zusammen bringt, um gemeinsame Herausforderungen zu bewältigen.“

## Meilensteine
Die folgenden Ereignisse werden von der SIA (nach eigenen Angaben) als Meilensteine aufgelistet.
| Jahr | Ereignis |
| ---- | --- |
| 1977 | Gründung durch die Mikroelektronik-Pioniere Wilfried Corrigan, Robert Noyce, Jerry Sanders, Charles Sporck und John Welty    |
| 1981 | R&D Tax Credit tritt in Kraft                                                                                                |
| 1982 | Aufbau der Semiconductor Research Corporation (SRC)                                                                          |
| 1984 | Trade and Tariff Act wird Gesetz                                                                                             |
| 1984 | Semiconductor Chip Protection Act (SCPA) wird Gesetz (vgl. auch Halbleiterschutzgesetz)                                      |
| 1985 | U.S.-Japan Agreement |
| 1986 | Japan überholt die USA als neuer Spitzenreiter bei der Halbleiterproduktion                                                  |
| 1986 | Das Semiconductor Trade Agreement soll ein „Dumping“ von Japanischen Halbleitern verhindern und den Japanischen Markt öffnen |
| 1987 | Gründung von SEMATECH, um Halbleiter-F&E fortzuentwickeln                                                                    |
| 1987 | Sanktionen im Wert von 300 Millionen US-Dollar gegen Japan werden verhängt                                                   |
| 1988 | Der Kongress startet das National Advisory Committee on Semiconductors (NACS)                                                |
| 1993 | US übernimmt wieder Führungsrolle bei Weltmarktanteilen                                                                      |
| 1996 | Gründung des World Semiconductor Council (WSC)                                                                               |
| 1997 | Gründung des Focus Center Research Program (FCRP)                                                                            |
| 1997 | Aufbau des Information Technology Agreement (ITA) um Zölle auf IT-Waren zu vermeiden                                         |
| 1999 | SIA wird Teil des U.S. Information Technology Office (USITO) in Peking                                                       |
| 2000 | Veröffentlichung der ersten International Technology Roadmap for Semiconductors (ITRS)                                       |
| 2004 | Gründung der Nanoelectronics Research Initiative (NRI)                                                                       |
| 2005 | Das WSC reduziert die Tarife auf Multi-Chip Package ICs (MCPs)                                                               |
| 2007 | America COMPETES Act wird Gesetz                                                                                             |
| 2007 | Gründung der Anti-Counterfeiting Task Force (ACTF) gegen Produktfälschungen                                                  |
| 2010 | SIA zieht von San Jose (Silicon Valley) nach Washington, D. C.                                                               |
| 2013 | Gesetzgebung für die Verfügbarkeit von Helium                                                                                |
| 2013 | Gründung des Semiconductor Technology Advanced Research network (STARnet)                                                    |
| 2014 | Export Control Reforms, Maßnahmen für den Export von Chips die gegen Strahlung (Radhard) geschützt sind                      |
| 2014 | DoD Anti-Counterfeiting Policy um Produktfälschungen zu vermeiden                                                            |
| 2015 | Aktualisierung des 1997 errichteten ITA                                                                                      |
| 2015 | DoD Procurement Rule Maßnahme                                                                                                |
| 2015 | Verfestigung der R&D Tax Credit aus 1981                                                                                     |
| 2016 | Gründung der White House Working Group on Semiconductors                                                                     |
| 2016 | Reform von Chemikaliengesetzen                                                                                               |
| 2016 | Trade Secret Legislation Maßnahme                                                                                            |
| 2017 | Corporate Tax Reform Maßnahme                                                                                                |
| 2017 | DoE Supercomputing Initiative                                                                                                |
| 2018 | DoD Research Initiative |
| 2019 | „Winning the Future“ Policy aufgestellt                                                                                      |
| 2020 | United States-Mexica-Canada Agreement (USMCA)                                                                                |
| 2021 | COVID-19 Maßnahmen |
| 2021 | CHIPS Act |

## Veröffentlichungen

### Reports
- 2022 State of the U.S. Semiconductor Industry. Semiconductor Industry Association (SIA), 2022 (semiconductors.org [PDF]).